# Европейска винена лоза
Европейската винена лоза (Vitis vinifera) е пълзящо растение, (лиановидно) което може да достигне до 35 метра на височина/дължина. Стъблото е покрито с надлъжни кори. Листата са длановидно нарязани. Плодовете са зърна, групирани в грозд. Растението се отглежда от хилядолетия, заради своята медицинска и хранителна стойност. За пръв път е култивирано преди около 6000 години в Месопотамия и Египет. Плодовете на лозата, богати на въглехидрати, се наричат грозде. След ферментация, те се използват от алкохолната промишленост за производството на вино и други спиртни напитки.